# Oddział VI Sztabu Naczelnego Wodza
Oddział VI (Specjalny) Sztabu Naczelnego Wodza – komórka sztabu Naczelnego Wodza utworzona 29 czerwca 1940, ściśle współpracująca z polską sekcją brytyjskiego Kierownictwa Operacji Specjalnych (SOE), podlegała jej cała wojskowa łączność z okupowaną Polską, w tym zrzuty sprzętu i pieniędzy oraz rekrutacja, szkolenie i zrzuty Cichociemnych dla Armii Krajowej. Jej podstawowym zadaniem było utrzymanie łączności radiowej i kurierskiej Naczelnego Wodza w Londynie z Komendantem Głównym Armii Krajowej w okupowanej Polsce. Początkowo oddział nosił nazwę Samodzielny Wydział Krajowy, później Oddział VI, następnie Oddział Specjalny. Traktowany był jako komórka Armii Krajowej, jego oficerowie oraz pracownicy cywilni składali przysięgę na rotę AK.
Oddział VI (Specjalny) administrował całością funduszy przeznaczonych dla Armii Krajowej, współpracował z pozostałymi oddziałami Sztabu NW we wszystkich zagadnieniach dotyczących AK, a także z SOE. Miał także m.in. obowiązek wspierania czynników cywilnych w łączności z Delegaturą Rządu na Kraj, m.in. szkolił emisariuszy i kurierów politycznych oraz przerzucał ich do Kraju z materiałami propagandowymi i pieniędzmi z budżetu cywilnego. Pośredniczył pomiędzy Komendą Główną AK a rozgłośnią BBC przy nadawaniu haseł radiowych dla komórek i oddziałów w terenie, w tym w obozach jenieckich.
Oddział VI (Specjalny) dysponował: Główną Bazą Przerzutową w Latiano nieopodal Brindisi (Włochy), stacjami wyczekiwania dla Cichociemnych przerzucanych do kraju, kilkunastoma ośrodkami szkolenia kandydatów na Cichociemnych w Wielkiej Brytanii oraz we Włoszech, bazami: Baza nr 2 w Stambule (Turcja), Baza nr 10 „Impudent” w Ostuni (Włochy), Baza nr 11 „Torment” w Latiano (Włochy) oraz placówkami: „Capri” (Włochy), „Renifer” (Szwajcaria), „Alek” (Kair, Egipt), „Ema” (Francja), „Liza” (Lizbona, Portugalia), „Panorama” (Szwajcaria), ośrodkami łączności radiowej: "Mewa" w Mesagne (Włochy), nadawczym w Chipperfield Lodge (Wielka Brytania) oraz odbiorczym w Barnes Lodge k. Kings Langley (Wielka Brytania), a także warsztatem radio w Safar pod Rzymem (Włochy). Oddział ponadto nadzorował ok. 640 placówek odbiorczych (zrzutowisk, tzw. koszy) w okupowanej Polsce.
Siedziba Oddziału VI mieściła się w Londynie, pod adresem 13 Upper Belgrave Street, na rogu Upper Belgrave Street i Wilton Street, nieopodal hotelu Rubens, będącego siedzibą Sztabu Naczelnego Wodza.

## Struktura organizacyjna[2]

### Szefowie Oddziału VI
- płk dypl. Józef Smoleński (czerwiec 1940 – 15 grudnia 1941),
- ppłk dypl. Tadeusz Rudnicki (15 grudnia 1941 – 27 marca 1942),
- ppłk dypl. Michał Protasewicz (27 marca 1942 – 10 lipca 1944),
- ppłk dypl. Marian Utnik (10 lipca 1944 do zakończenia działalności oddziału w 1945 r.)

### Wydział Specjalny (S)
Szef:
- ppłk dypl. Edward Ulanicki (do 4 maja 1942)
- mjr dypl. Jan Jaźwiński (4 maja 1942 – do stycznia 1944)
- kpt. dypl. Jan Podoski (od stycznia 1944)

Zadania: lotnicze operacje przerzutowe, kompletowanie zasobników. Podzielony na referaty: S1 (operacyjny) oraz S2 (materiałowy).

### Wydział Łączności (Ł)
Szef:
- kpt. dypl. inż. Tadeusz Lisicki
- ppłk dypl. Tadeusz Rola
- mjr dypl. Adam Szanser

Zadania: bieżąca łączność radiowa z Krajem, nadzór nad szkoleniem w zakresie radiołączności, zakup i produkcja sprzętu łączności. Wydział współpracował z Oddziałem Radio Sztabu Naczelnego Wodza, Ośrodkiem Wyszkolenia w Polmont i Polskimi Wojskowymi Warsztatami Radiowymi w Stanmore (produkcja radiostacji zrzutowych, także dla SOE typu AP).

### Wydział łączności lądowej (A)
Szef:
- mjr dypl. Antoni Szczerbo-Rawicz
- kpt. dypl. Jan Krzyżanowski
- mjr Edward Fryzendorf

Zadania: łączność kurierska, bazy i placówki łączności.

### Wydział wyszkoleniowy (W)
Szef:
- mjr dypl. Marian Utnik
- mjr dypl. Marian Tonn
- mjr dypl. Jan Kamieński
- mjr Józef Hartman
- ppłk Bronisław Brągiel

Zadania: rekrutacja i szkolenie kandydatów na Cichociemnych, zgodnie z zapotrzebowaniem Armii Krajowej.

### Wydział Finansowy (F)
Szef: płk int. Franciszek Prochaska
Zadania: wszystkie sprawy finansowe i gospodarcze Oddziału VI, podległych mu baz, placówek, ośrodków.

### Wydział personalno–organizacyjny (PO)
Szef: mjr Józef Kwieciński
Zadania: wszystkie sprawy personalne żołnierzy i pracowników cywilnych Oddziału VI, podległych mu baz, ośrodków, placówek, także Cichociemnych wysyłanych do Polski (w tym depozyty CC).

### Wydział Szyfrów (Sz)
Szef: por. Stefan Jagiełło
Zadania: szyfrowanie i deszyfrowanie korespondencji pomiędzy Sztabem Naczelnego Wodza i Komendą Główną AK.

### Wydział operacyjny (O)
Szef: mjr Zbigniew Sujkowski ps. Leliwa
Zadania: powstał w 1944 r., nie odegrał żadnej roli.

### Samodzielny referat propagandowo–informacyjny
Szef:
- mjr dypl. Władysław Dziewanowski
- rtm. Andrzej Lipkowski

Zadania: przygotowywanie informacji prasowych KG AK, wysyłanie materiałów propagandowych do Kraju, akcje propagandowo – informacyjne.

## Organizacja łączności lotniczej z Polską
Od początku organizacją przerzutu cichociemnych oraz zaopatrzenia dla Armii Krajowej zajmował się mjr dypl. Jan Jaźwiński, oficer wywiadu w Oddziale VI (Specjalnym) Sztabu Naczelnego Wodza, początkowo jako szef Samodzielnego Referatu "S" (później Wydziału "S") w tym Oddziale, od stycznia do 1 września 1944 komendant Głównej Bazy Przerzutowej (kryptonim "Jutrzenka") w Latiano, 20 km. od lotniska Campo Casale pod Brindisi (Włochy). Pierwsze starania o uruchomienie łączności lotniczej z okupowaną Polską podjął w sierpniu 1940, m.in. spotykając się 21 sierpnia 1940 z przedwojennym rezydentem brytyjskiego wywiadu w Polsce kpt. Haroldem Perkinsem, późniejszym szefem sekcji polskiej Special Operations Executive.
Początkowo loty specjalne SOE realizowane były z brytyjskich lotnisk RAF, pierwszych cichociemnych przerzucano z lotnisk: Foulsham (2), Linton-on-Ouse (2), Leakenheath (9), Newmarket (2), Stradishall (6). Od 27 marca 1942 do 21 września 1943 z lotniska RAF Termpsford, w 43 operacjach lotniczych SOE przerzucono do okupowanej Polski 158 cichociemnych oraz w ok. 90 kolejnych operacjach lotniczych zaopatrzenie dla Armii Krajowej (zrzuty materiałowe). W grudniu 1943 przeprowadzono trzy udane operacje (o kryptonimach Ohio 1, Ohio 2, Ohio 3) zrzutu zaopatrzenia dla AK po starcie samolotów z lotniska Sidi Amor nieopodal Tunisu. Od 22 grudnia 1943 do końca 1944 loty specjalne SOE do Polski, z cichociemnymi oraz zaopatrzeniem dla Armii Krajowej realizowane były z lotniska Campo Casale pod Brindisi (Włochy). Z tego lotniska przerzucono do okupowanej Polski 133 cichociemnych, z niego także startowały samoloty w trzech operacjach "Wildhorn" (Most). Loty realizowane były głównie przez polskie i brytyjskie załogi, początkowo z 138 Dywizjonu Specjalnego Przeznaczenia RAF, następnie z polskiej 1586 Eskadry Specjalnego Przeznaczenia.
Łącznie zrzucono do Polski 316 cichociemnych oraz 28 kurierów (jeden cc oraz jeden kurier skakali dwukrotnie), Węgra – radiotelegrafistę oraz brytyjską misję wojskową "Freston". Ponadto zrzucono 670 ton zaopatrzenia (4802 zasobniki, 2971 paczek, 58 bagażników), z czego odebrano 443 tony. Wg Kajetana Bienieckiego bilans materiałowego wsparcia lotniczego dla AK to 590 ton netto zaopatrzenia oraz m.in. ok. 35 mln dolarów, 20 mln marek niemieckich i 41 mln złotych okupacyjnych.

## Koncepcja powstania powszechnego
Oddział VI Sztabu Naczelnego Wodza odgrywał istotną rolę w koncepcji przygotowania wsparcia dla planowanego powstania powszechnego, które miało być przeprowadzone przez Armię Krajową w ostatniej fazie II wojny światowej w okupowanej Polsce. Prace sztabowe nad koncepcją powstania prowadzone były w ścisłym porozumieniu przez Komendę Główną AK oraz Sztab Naczelnego Wodza w Londynie.
10 października 1940 Naczelny Wódz gen. Władysław Sikorski wydał rozkaz L.408/III/tjn. w sprawie przygotowania PSZ do możliwości przerzucenia transportem lotniczym do kraju, do bezpośredniego wsparcia i osłony Powstania W rozkazie tym podkreślił – "Przygotowania Polskich Sił Zbrojnych, lądowych i powietrznych, znajdujących się poza granicami Kraju, winny iść w kierunku przystosowania jak największej części sił lądowych do możliwości przerzucenia transportem lotniczym do kraju do bezpośredniego wspracia i osłony Powstania, przygotowania lotnictwa do wsparcia i osłony działań, jaki zostaną podjęte w Kraju, oraz przerzucenia transportem lotniczym jednostek desantowych." Nakazał także Szefowi Sztabu NW opracowanie koncepcji ogólnej wsparcia powstania, od strony operacyjnej, organizacyjnej i materiałowej w oparciu o materiały Oddziału VI. "W dalszej pracy O.VI zapewni Sztabowi możność utrzymania sporządzonych planów w stałej aktualności, odpowiednio do kształtowania się sytuacji w Kraju w miarę upływu czasu."
W związku z rozgrywkami personalnymi w Sztabie NW, związanymi z powstałymi na tle oceny rządów sanacji animozjami między gen. Kazimierzem Sosnkowskim, ministrem Stanisławem Kotem a Naczelnym Wodzem gen. Władysławem Sikorskim, prace studyjne nad koncepcją wsparcia powstania powszechnego zlecono Wydziałowi Studiów i Szkolenia Wojsk Spadochronowych, utworzonemu w Oddziale III Sztabu Naczelnego Wodza, który nie podlegał gen. Sosnkowskiemu. W odpowiedzi na jego protest i sugestię przekazania tych kompetencji Oddziałowi VI, Naczelny Wódz w piśmie (l.dz. 136/tjn/41) do gen. Sosnkowskiego tak wyjaśnił taki podział prac nad koncepcją wsparcia powstania – rozkaz l.408/III/tjn nie przesuwa żadnych prac z O.VI na inne Oddziały Sztabu – nastawia je jedynie do koniecznej współpracy z O.VI. Nie ma w nuim punktu, który by odbierał z kompetencji O.VI sprawy dotyczące organizacji ZWZ w Kraju. Plan wsparcia powstania pod względem materiałowym i przez pozakrajowe siłby zbrojne jest tak ściśle związany z planowaniem rozwoju sił zbrojnych, ich organizacji, wyszkolenia i uzbrojenia, a nawet planowaniem ogólnym użycia naszych sił zbrojnych, iż O.VI nie byłby w stanie podołać tej pracy."
Prace sztabowe nad planem wsparcia powstania powszechnego w okupowanej Polsce skoncentrowane zostały w Oddziale III Operacyjnym Sztabu Naczelnego Wodza. Uczestniczył w nich Oddział VI (na początku funkcjonujący pod nazwą Samodzielny Wydział Krajowy), który formalnie odpowiadał za całokształt spraw związanych z pracą wojskową w Kraju. W pracy nad koncepcją wsparcia powstania w Polsce jego rola została praktycznie ograniczona do roli pośrednika pomiędzy Komendą Główną AK a Sztabem Naczelnego Wodza.

## Zasady współpracy z SOE
Działalność SOE oraz Oddziału VI miała charakter ściśle tajny. Zasady na których opierała się współpraca Oddziału VI z SOE nie były nigdy formułowane na piśmie, nie ustalono też żadnego stosunku zależności formalnej. Generalną tezą było wzajemne świadczenie sobie usług, a że Anglicy dysponowali wszystkimi środkami materiałowymi (wyjątek stanowiły amerykańskie dotacje dolarowe), Oddział VI faktycznie był zależny od SOE. Do spraw Oddziału VI nie kontrolowanych przez SOE można było zaliczyć jedynie dwie dziedziny, tj. korespondencja szyfrowa z krajem i placówkami oddziału, oraz wewnętrzna gospodarka pieniężna i materiałowa. Wszystkie inne sprawy musiały być uzgodnione z SOE, która dostarczała środków na ich realizację. Uzgodnienie odbywało się w zasadzie na wspólnych konferencjach przedstawicieli SOE i Oddziału VI, potwierdzanych następnie spisywanymi na konferencji protokołami. Sprawy załatwiane w SOE osobiście lub telefonicznie przez pracowników Oddziału VI musiały być potwierdzone w drodze wymiany korespondencji.
Zgodnie z ustalonymi zasadami współpracy SOE:
- kontrolowało pracę oraz rejestrowało całą korespondencję wszystkich radiostacji Oddziału VI[14], chociaż formalnie do kwietnia 1944 Brytyjczycy nie znali polskich szyfrów używanych w korespondencji radiowej[15].
- pośredniczyło w uzyskaniu akceptacji brytyjskiego ministra lotnictwa na lot specjalny SOE ze zrzutami cichociemnych i zaopatrzenia dla Armii Krajowej, co każdorazowo wymagało podania czasu i trasy lotu, miejsca zrzutu (placówki odbiorczej), składu załogi samolotu oraz składu ekipy skoczków (cichociemnych oraz ew. kurierów)
- ośrodki szkolenia cichociemnych miały kierownictwo polsko – brytyjskie; polski komendant odpowiadał za proces szkolenia, brytyjski za obsługę administracyjno – materiałową[14]

## Współpraca wywiadowcza z SOE
Oddział II (wywiad) Sztabu Generalnego Wojska Polskiego jeszcze przed wybuchem II wojny św. współpracował z brytyjską Tajną Służbą Wywiadowczą (SIS/MI6). Po rozpoczęciu wojny polski rząd na uchodźstwie jako jedyny z rezydujących w Londynie otrzymał zgodę brytyjskich władz na prowadzenie własnego wywiadu oraz posiadanie własnej łączności. W sierpniu 1940 funkcjonowało pięć polskich służb specjalnych: służba MSZ, biuro polityczne prof. Stanisława Kota pracujące dla gen. Sikorskiego, wywiad wojskowy (współpracujący z brytyjskim Ministerstwem Wojny), służba bezpieczeństwa Marynarki Wojennej (współpracująca bezpośrednio z brytyjską Admiralicją), oraz wywiad kierowany przez Sztab Naczelnego Wodza.
Po powstaniu Kierownictwa Operacji Specjalnych (SOE), Oddział II Sztabu Naczelnego Wodza nawiązał współpracę także z nim. Aby uprościć kontakty, po dwustronnych ustaleniach w styczniu 1941 powołano po stronie brytyjskiej, w strukturze Secret Intelligence Service specjalną sekcję łącznikową do kontaktów z polskim wywiadem pod nazwą "A4" (później "P5", następnie "SLC"), kierował nią kmdr Wilfred Dunderdale. Ze strony polskiej za kontakty z brytyjskimi służbami specjalnymi odpowiadał Oddział II. Nie posiadał on jednak żadnych struktur, ani własnych agentów na terenie Polski, wszyscy bowiem podlegali Komendzie Głównej ZWZ-AK. Utrzymywała ona łączność ze Sztabem Naczelnego Wodza za pośrednictwem Oddziału VI (Specjalnego), który odpowiadał za całą wojskową łączność z Krajem, także za kontakty pomiędzy komórkami polskiego wywiadu, podległego KG AK. Oddział VI (Specjalny) został więc włączony w mechanizm przekazywania meldunków wywiadu Brytyjczykom.
Terytorium Polski, okupowane przez Niemców oraz Rosjan, było obszarem na którym nie funkcjonowały inne siatki wywiadowcze aliantów. Każdy żołnierz ZWZ-AK miał obowiązek przekazywania przełożonym informacji nt. działań okupantów (AK liczyła ok. 390 tys. osób). Na podstawie zachowanych, fragmentarycznych wykazów szacuje się, że na terenie okupacji niemieckiej lokalne i powiatowe siatki wywiadowcze skupiały ok. stu stałych współpracowników. W aktywnym Okręgu Kielce-Radom AK w siatce wywiadowczej działało ok. 2 tys. osób, w tym ok. 750 kobiet. Według przybliżonych szacunków, w całej siatce polskiego wywiadu ZWZ-AK działało kilkadziesiąt tysięcy osób. Meldunki wywiadu z terenu okupowanej Polski przekazywane były Brytyjczykom dzięki działaniom Oddziału VI (Specjalnego).
Jednym z największych sukcesów polskiego wywiadu było zdobycie informacji o konstrukcji oraz lokalizacji ośrodków badawczych broni V-1 oraz V-2. Po raz pierwszy te informacje przekazała w końcu 1942 siatka "Lombardu". Pierwsze dane techniczne przekazano Brytyjczykom i Amerykanom w grudniu 1942. W marcu 1943 polski wywiad dokładnie spenetrował ośrodek w Peenemunde. Po jego zbombardowaniu i przeniesieniu przez Niemców poligonu doświadczalnego do Blizny k. Tarnowa, wywiad AK obserwował prowadzone tam próby, dzięki czemu zdobył istotne podzespoły tych rakiet. Przekazano do Londynu ich opisy, następnie całe podzespoły (podczas operacji Wildhorn III). Ważne było także pozyskanie informacji o nowym czołgu "Pantera", miniaturowych łodziach podwodnych, działach przeciwlotniczych (produkowanych w Stalowej Woli) oraz nowych gazach bojowych.
W wywiadzie ZWZ-AK działało 37 Cichociemnych (skrót: CC), przerzuconych do Polski staraniem Oddziału VI (Specjalnego). Szefem wywiadu ofensywnego Komendy Głównej AK był CC płk dypl. Kazimierz Iranek-Osmecki ps. Makary. Oficerem wywiadu odpowiedzialnym za rozpracowanie niemieckiej "bomby latającej" V-1 oraz V-2 był CC por. Stefan Ignaszak ps. Nordyk. Oficerem wywiadu, który zdobył plany prototypów czołgów „Panther”, broni przeciwpancernej „Panzerfaust” był CC rtm. Janusz Prądzyński ps. Trzy.

## Ośrodki w dyspozycji Oddziału VI
Oddział VI (Specjalny) Sztabu Naczelnego Wodza był jedynym dysponentem wszystkich ośrodków łączności Sztabu (SNW) w Londynie, bowiem podlegała mu cała wojskowa łączność SNW z okupowaną Polską. Ośrodek szkoleniowy dla kandydatów na cichociemnych ze specjalnością w łączności nosił nawet oficjalną nazwę Ośrodek Wyszkoleniowy Sekcji Dyspozycyjnej Oddziału Specjalnego Sztabu Naczelnego Wodza. Początkowo funkcjonował w Anstruther (1941/1942) przy 1 Samodzielnej Brygadzie Spadochronowej, potem w budynkach dawnego browaru Auchtertool (1942/1943), później w obiekcie dawnej Saint Margaret’s School for Girls w Polmont (1943/1944).
Oprócz ośrodka szkoleniowego łącznościowców, Oddziałowi VI podlegało centrum łączności radiowej, posiadające dwa obiekty (odległe od siebie o ok. 2 mile):
- ośrodek nadawczy w Chipperfield Lodge
- ośrodek odbiorczy Barnes Lodge k. Kings Langley – w lipcu 1944 utrzymywał łączność z 95 radiostacjami, przyjmując średnio ok. 100-150 szyfrowanych depesz dziennie. Ośrodek służył również do retransmisji łączności pomiędzy radiostacjami AK w Polsce ("Wandy" nr 8, 17, 35, 39, 51.

Używano 10, potem 16 radiostacji nadawczych, 39 odbiorczych, 48 anten. Posługiwano się sprzętem amerykańskim, produkcji Halocrafter R.C.A., Federal Telephone and Radio Corp. i Collin oraz Polskich Wojskowych Warsztatów Radiowych w Stanmore pod Londynem. Ponadto Oddziałowi VI podlegały radiostacje: "Aza" we Francji, "Team" i "Sara" na Środkowym Wschodzie, "Barbara" na Węgrzech oraz "Stanisława" w Szwecji.
Od 1943 Oddziałowi VI podlegała radiostacja "Mewa" w Mesagne, 15 km od Brindisi (Włochy), która obsługiwała zrzuty cichociemnych, sprzętu oraz pieniędzy dla Armii Krajowej. Od sierpnia 1944 rozpoczęła działalność, także podlegająca Oddziałowi VI, druga centrala łączności w Connington Hall pod Cambridge, obsługiwała łączność w czasie Powstania Warszawskiego.
Przez cały okres funkcjonowania Oddział VI dysponował komórkami organizującymi kursy wyszkoleniowe cichociemnych oraz tzw. stacjami wyczekiwania dla skoczków lecących do Kraju, m.in. Stacją XVII (Brickendonbury Manor, Brickendon, Hertford, Hertfordshire), Stacją XVIII (Frogmore Park, Watton-at-Stone, Hertfordshire) oraz Stacją XX, "Marta" (Pollards Park House, Chalfont, St. Giles, Buckinghamshire). Od 1944 Oddziałowi VI podlegała także Główna Baza Przerzutowa (cichociemnych i zaopatrzenia dla AK) w Latiano, 20 km od Brindisi (Włochy).

## Finanse i gospodarka materiałowa Oddziału VI
Gospodarka finansowa oraz materiałowa Oddziału VI podporządkowana była zasadniczo potrzebom Armii Krajowej. Źródłem finansowania do końca 1941 była kasa polskiego Ministerstwa Skarbu w Londynie, do Polski przerzucono w tym okresie ok. 100 tys. dolarów. Od kwietnia 1942 źródłem finansowania było 1,5 mln dolarów dotacji przekazanej dla polskich organizacji konspiracyjnych przez prezydenta USA Franklina Delano Roosevelta. W tym okresie brytyjskie SOE udostępniło na potrzeby organizacji Wachlarza (brytyjski kryptonim operacji – Big Scheme) ok. 3 mln dolarów kredytu. W lutym 1943 prezydent USA przekazał dla polskiej konspiracji dotację – 2,5 mln dolarów; w czerwcu 1944 rząd w Londynie przyjął kolejną dotację – 10 mln dolarów.
Od stycznia do końca marca 1945 brytyjski wywiad przekazał na potrzeby polskiego wywiadu ok. 3 mln dolarów. Łącznie wszystkie dotacje w dolarach i złocie z przeznaczeniem do przerzutu do okupowanej Polski wyniosły ok. 20 mln dolarów. Ponadto SOE porzekazywało corocznie od 80 do 120 tys. funtów szterlingów na szkolenie, zakup sprzętu oraz utrzymanie placówek Oddziału VI w krajach nieokupowanych. Polskie Ministerstwo Obrony Narodowej w Londynie przekazało 20 tys. funtów na rozwinięcie produkcji sprzętu łączności radiowej w Polskich Wojskowych Warsztatach Radiowych w Stanmore, kierowanych przez Tadeusza Heftmana. Ok. 1/4 radiostacji produkowanych przez PWWR Oddział VI odstępował odpłatnie SOE oraz Oddziałowi II Sztabu Naczelnego Wodza.
Sprzęt wojskowy: broń palna, lekki sprzęt przeciwpancerny, amunicja i materiały wybuchowe Oddział VI otrzymywał z brytyjskich magazynów wojskowych, za pośrednictwem polskiej sekcji SOE, która dostarczała go do tzw. stacji pakowania lub magazynów Oddziału VI. Od 1943 Oddział VI zaopatrywał się także w zdobyty przez aliantów poniemiecki sprzęt, broń i amunicję w brytyjskich magazynach przyfrontowych. Sprzęt radiowy oraz niezbędne podzespoły i części radiowe kupowano w Wielkiej Brytanii oraz w USA. Lekarstwa, sprzęt optyczny, ubrania cywilne, drobne przedmioty użytku osobistego dla skoczków kupowano w Wielkiej Brytanii, USA, Szwecji oraz Portugalii.

## Likwidacja Oddziału VI
Pod koniec 1944 było oczywiste, że wojna niebawem się zakończy. Oddział VI przeszkolił 533 spadochroniarzy, z których tylko 316 zostało przerzuconych jako cichociemni do Polski. Wobec tego już w październiku 1944 rozpoczęto likwidację ośrodka szkoleniowego cichociemnych – Bazy nr 10 w Ostuni (Włochy). Do kwietnia 1945 zlikwidowano także ośrodek szkoleniowy łącznościowców w Polmont (Stirlingshire, Szkocja, Wielka Brytania).
Na początku 1945 rozpoczęto likwidację Oddziału VI: centrali w Londynie oraz placówek i baz za granicą. W styczniu 1945 rozpoczęto likwidację Głównej Bazy Przerzutowej w Latiano nieopodal Brindisi; do 1 kwietnia 1945 zakończyła działalność wchodząca w jej skład centrala łączności "Mewa" obsługująca łączność związaną ze zrzutami cichociemnych i zaopatrzenia dla Armii Krajowej. Od lipca 1945 zakończyły nadawanie (przechodząc tylko na odbiór) dwie inne centrale łączności Oddziału VI: w Chipperfield Lodge oraz w Barnes Lodge k. Kings Langley; do 4 września 1945 zakończyły całkowicie swoją działalność.
Komisja Likwidacyjna Oddziału VI, kierowana przez ostatniego szefa Oddziału VI, płk. dypl. Mariana Utnika do połowy 1945 przekazała pozostałe aktywa Oddziału VI nowo utworzonej, niejawnej centrali konspiracyjnej "Hel" kierowanej przez płk. Stanisława Nowickiego pod nadzorem gen. Stanisława Tatara, w szczególności Wydział Łączności nadzorujący łączność radiową oraz Wydział Łączności Lądowej, nadzorujący kurierów, bazy i placówki. Wg ustaleń historyka Zbigniewa S. Siemaszko, centrala „Hel” przejęła także z Głównej Bazy Przerzutowej 6 mln 451 tys. dolarów, pozostałych z dotacji prezydenta USA Roosevelta na wsparcie konspiracji w Polsce. Oprócz tego przejęto kilka nieruchomości, m.in. w Wielkiej Brytanii, Francji oraz Luksemburgu. Środki finansowe przekazano do funduszu „Drawa”. Jesienią 1946 Naczelny Wódz kazał rozwiązać „Hel” i powołać Komitet do Spraw Kraju „Zbiornica”. Aktywów b. Oddziału VI jednak nie odzyskano, w sporej części – wraz z przejętym przez Tatara "złotym FON" – zostały w 1947 przekazane władzom Polski Ludowej.